# Bindo Chiurlo
Bindo Chiurlo (Cassacco, 13 ottobre 1886 – Torino, 24 dicembre 1943) è stato un critico letterario e poeta italiano.

## Biografia
Figlio di Giovanni e Teresa Monassi, frequentò il ginnasio presso i salesiani di Mogliano Veneto ed Este, il liceo classico a Udine e quindi la facoltà di lettere all'università di Padova, da dove uscì laureato nel 1909.
Cominciò la carriera di insegnante negli istituti superiori, spostandosi a Macerata, Caltanissetta, Chieti, Jesi e infine Udine. Si trovava qui quando, nel 1917-18, il Friuli fu invaso dagli Imperi Centrali; ricopriva allora la carica di vicesindaco e tanto si impegnò in quegli anni difficili che, al termine della grande guerra, fu premiato con un riconoscimento ufficiale dello Stato italiano.
Nel 1919, con Ugo Pellis e altri conterranei, fondò la Società filologica friulana e l'anno successivo cominciò a raccogliere con Olinto Marinelli materiale sulla toponomastica italiana. Passato un periodo a Modena ancora come insegnante, nel 1922 entrò all'università di Praga, dapprima come lettore di italiano, quindi come libero docente. Vi rimase sino al 1930: in quel periodo fondò l'Istituto di cultura italiana (1923, primo del genere nel Centroeuropa) e la Rivista italiana di Praga, allo scopo di mettere in contatto la cultura italiana e quella mitteleuropea.
Fu successivamente richiamato in Italia dal ministero degli Esteri e tenne la cattedra di letteratura italiana e straniera all'Accademia Albertina di Torino. Dal 1931 al 1935 fu inoltre supplente di Vittorio Cian alla cattedra di letteratura italiana dell'università di Torino e dal 1940 alla morte incaricato alla facoltà di magistero.

## Studi e opere
Critico letterario dal metodo assai preciso (se non addirittura puntiglioso), Chiurlo si occupò sia della produzione d'autore, sia di opere popolari. I suoi interessi spaziarono non solo sulla letteratura italiana, ma anche su quella friulana e questo sta alla base dei suoi numerosissimi studi, raccolta in volumi, volumetti e soprattutto opuscoli, atti e articoli comparsi in riviste e giornali. Inizialmente legato alla scuola storico-filologica di Vittorio Rossi, passò in seguito a quella estetica di Benedetto Croce.
I suoi contributi più importanti furono proprio quelli sulla letteratura friulana. Particolarmente rilevante La letteratura ladina dei Friuli (1915, con varie edizioni) con cui ebbe il merito di far conoscere all'Italia le opere della sua regione.
Chiurlo fu anche poeta. I suoi componimenti, pubblicati in alcune raccolte, risultano influenzati da Giosuè Carducci, Pascoli, Gozzano. I più personali sono i Versi friulani (1908 e 1921) che denotano la sua anima popolare, pur filtrata attraverso un'attenta raffinatezza.